# Gerhard Strack
Gerhard "Gerd" Strack (født 1. september 1955 i Köln, Vesttyskland, død 21. maj 2020) var en tysk fodboldspiller (forsvarsspiller).
Han spillede i elleve sæsoner hos 1. FC Köln i Bundesligaen. Herefter spillede han to sæsoner i Schweiz, inden han afsluttede karrieren med et ophold hos Fortuna Düsseldorf. Hos 1. FC Köln var han med til at vinde både et tysk mesterskab og tre udgaver af DFB-Pokalen.
Strack spillede desuden ti kampe for Vesttysklands landshold, hvori han scorede ét mål. Det var det mål, der sendte holdet til EM i 1984 i Frankrig, og selvom Gerd Strack var udtaget, kom han ikke på banen i slutrunden.

## Titler
Bundesligaen
- 1978 med 1. FC Köln

DFB-Pokal
- 1977, 1978 og 1983 med 1. FC Köln